# Võhandu (Fluss)
Der Võhandu-Fluss (estnisch: Võhandu jõgi, deutsch:  Woo) ist der längste Fluss Estlands.
Er ist 162 km lang. Sein Einzugsgebiet umfasst 1420 km².
Der Võhandu-Fluss entspringt bei dem Dorf Saverna (Gemeinde Valgjärve) und fließt bei dem Dorf Võõpsu (Gemeinde Mikitamäe) in den See Lämmijärv, den Mittelteil des Peipussee. Der Oberlauf des Flusses bis zum Sees Vagula trägt auch den Namen Pühajõgi („Heiliger Fluss“), der Unterlauf den Namen Voo. Der Võhandu-Fluss ist vom Peipussee bis nach Võõpsu schiffbar.
Die Zuflüsse des Võhandu sind rechterseits die Flüsse und Bäche Mügra, Kokle, Sillaotsa, Kärgula, Jaska, Rõuge, Koreli, Iskna, Palumõisa, Pahtpää, Mädajõgi und Varesmäe, linkerseits Parisoo, Karioja, Viluste und Toolamaa.
1963 wurde im Flusstal des Võhandu ein Landschaftsschutzgebiet gegründet.